# Shotel
Een shotel is een sikkelvormig zwaard dat in Abyssinië werd gebruikt. Het lijkt op de kromsabel en de Perzische shamshir. De shotel heeft geen pareerstang en de greep is van hout gemaakt. Het blad heeft een lengte van ongeveer 100 cm.
De shotel werd door infanterie en cavalerie gebruikt. De shotel was effectief tegen tegenstanders met een schild. Door de gekromde vorm van de shotel kan het schild ontweken worden en de zijkant van de tegenstander aangevallen worden en vitale organen beschadigen. Ook kon de shotel tegen cavalerie gebruikt worden, het blad kon als haak gebruikt worden om een vijandige ruiter van zijn paard te trekken.
Troepen bewapend met shotels worden Shotelai genoemd.